# Пригорье (Херсонская область)
Пригорье (укр. Пригір'я) — село в Кочубеевской сельской общине Бериславского района Херсонской области Украины.
Почтовый индекс — 74010. Телефонный код — 5535.

## Население
Население по переписи 2001 года составляло 454 человека.

### Языковой состав
Родной язык населения по данным переписи 2001 года:
| Язык       | Численность, чел. | Доля     |
| ---------- | ----------------- | -------- |
| Украинский | 447               | 98,46 %  |
| Русский    | 7                 | 1,54 %   |
| Итого      | 454               | 100,00 % |